# Gabriel Torres Gost
Gabriel Torres Gost, (sa Pobla 1903-? 1981), enginyer industrial i directiu d'empreses públiques des dels anys 50 als anys 70. Des de 1958 a 1967, fou director gerent de l'empresa pública ENASA-Pegaso (Empresa Nacional de Autocamiones), almenys des de 1962 n'era vicepresident, finalment la presidí l'any 1967, fins a la seva jubilació l'any 1973. També fou president de la filial d'ENASA, Comercial Pegaso, SA.
Era germà de Joan i Bartomeu.

## Distincions
- Cruz del Mérito Civil.[5]
- Gran Cruz de la Orden de Cisneros.[6]